# Jean Lechantre
Jean Lechantre est un footballeur puis entraîneur français, né belge le 13 février 1922 à Taintignies en Belgique puis naturalisé français et mort le 12 février 2015 à Lille.

## Biographie
Surnommé « le petit Belge », il évolue au poste d'attaquant du début des années 1940 au milieu des années 1950.
Formé à l'Olympique lillois, il joue ensuite au Lille OSC avec qui il remporte le championnat de France en 1946 ainsi que la Coupe de France à trois reprises. Il termine sa carrière au CO Roubaix-Tourcoing dont il est l'entraîneur lors de la saison 1959-1960 de Division 2.
Son fils Pierre Lechantre est lui aussi footballeur.

## Carrière de joueur
- 1934-1943 :  Olympique lillois
- 1943-1944 :  ÉF Lille-Flandres
- 1944-1952 :  Lille OSC
- 1952-1955 :  CO Roubaix-Tourcoing[4]

## Palmarès
- International A de 1947 à 1949 (3 sélections)[5]
- Champion de France en 1946 avec le Lille OSC
- Vainqueur de la Coupe de France en 1946, 1947 et 1948 avec le Lille OSC
- Finaliste de la Coupe de France en 1945 avec le Lille OSC
- Finaliste de la  Coupe Latine en 1951 avec le Lille OSC